# Grillo parlante

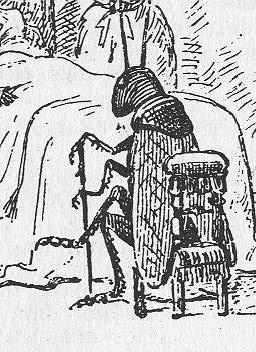
Ilustración del Grillo parlante por Enrico Mazzanti de La aventura de Pinocho.

El Grillo parlante (Il Grillo Parlante, en italiano) es un personaje de ficción que aparece en Las aventuras de Pinocho (Le avventure di Pinocchio), novela de Carlo Collodi publicada en 1883.

## Papel en la novela
El grillo, que lleva viviendo un siglo en la casa de Gepetto, hace su primera aparición en el capítulo IV, donde explica a Pinocho, que con una travesura ha llevado a su creador Gepetto a prisión, que debe ir a la escuela o conseguir un trabajo con el objeto de cumplir una función adecuada dentro del mundo. Cuando Pinocho se muestra reacio a escuchar tal recomendación, el grillo expresa su simpatía por él porque es una marioneta, y que lo malo que tiene es que su cabeza es de madera. Pinocho le responde tirándole un mazo y dejándolo aparentemente muerto.
El Grillo reaparece después en el capítulo XIV como una sombra. Se le aparece a Pinocho en un bosque oscuro, pidiéndole que regrese a casa antes de que se encuentre con el El Zorro y el Gato (La Volpe e il Gatto), que habían engañado a Pinocho para que les siguiese en busca de un gamusino. Pinocho se niega a volver, y así es herido al encontrarse con dos asesinos. El Grillo vuelve a aparecer en el capítulo XVI, donde se presenta como un doctor. Junto con sus colegas el cuervo y la lechuza, cura las heridas de Pinocho, aunque el Grillo les revela su anterior experiencia con la marioneta, describiéndola como un granuja desobediente, que va a matar a su padre de un ataque al corazón.
El Grillo aparece por última vez en el capítulo XXXVI, viviendo en una casa que le ha regalado El hada de pelo color turquesa. Perdona a Pinocho, y le permite a él y a Gepetto, que está enfermo, que vivan con él.

## Adaptaciones
- Pinocho en la película de Disney  de 1940, el Grillo parlante aparece bajo el nombre de "Pepito Grillo" ("Jiminy Cricket" en la versión original en inglés, con la voz de Cliff Edwards) y desempeña un papel muy diferente al relativamente menor que desempeña como personaje de la novela, siguiendo a Pinocho en sus aventuras como su mejor amigo y actuando como voz de su conciencia.
- Un burattino di nome Pinocchio en la película animada de 1972 de Giuliano Cenci Las aventuras de Pinocho , el grillo parlante (con la voz de Lauro Gazzolo ), aunque antropomorfizado, difiere poco del personaje de la novela, pero muere después de que Pinocho arroja un mazo al grillo como en el original. novedoso. La única diferencia en la caracterización es que no reaparece en la casa del Hada como médico.
- Pinocho, la leyenda  en la película de acción real de Steve Barron de 1996 Las aventuras de Pinocho , el grillo parlante es un personaje CGI llamado Pépé (con la voz de David Doyle , en su última actuación cinematográfica un año antes de su muerte en 1997) y también se representa de manera similar a  Pepito Grillo. Es un personaje optimista que aconseja a Pinocho contra Volpe y Felinet , así como al principal antagonista Lorenzini y también acompaña a Pinocho en sus aventuras. Se suponía que Wallace Shawn le daría la voz , pero probablemente fue reelegido en el último minuto, aunque la voz de Shawn se puede escuchar en uno de los tráileres. Reaparecería en la secuela de la película de 1999 Las nuevas aventuras de Pinocho., esta vez con la voz de Warwick Davis .
- Érase una vez Pepito Grillo aparece (bajo su alias de Disney) interpretado por Raphael Sbarge. Su alter ego humano es un consejero psiquiátrico local y asesor legal a tiempo parcial, 'Dr. Archie Hopper', en el que es mucho más tímido que en su disfraz de grillo.
- Pinocho la película italiana de acción en vivo de 2019, dirigida por Matteo Garrone , el grillo parlante es interpretado por el actor Davide Marotta.
- La adaptación de imagen real de 2022 de la película Disney de animación de 1940, dirigido por Robert Zemeckis, con Joseph Gordon-Levitt como Pepito Grillo haciendo la misma función que el clásico antiguo.
- Pinocho de Guillermo del Toro, película de 2022 dirigida por Guillermo del Toro y hecha con animación stop motion. Es una versión basada en el libro del famoso cuento de hadas de Carlo Collodi, Ewan McGregor da la voz la voz al grillo , teniendo como nombre Sebastián J Grillo es retratado como escritor, viajero, violinista y admirador de Arthur Schopenhauer durante la época de la Italia fascista. Narra la película desde el más allá.
- El Gato con Botas: el último deseo, película animada de 2022, incluye al personaje referido como "Bicho Ético", juzgando al personaje corrupto y principal antagonista de la película, Jack Horner, pero harto del villano y de sus malas acciones, se une al Gato con Botas y su pandilla.